# Запорізьке (Славгородська селищна громада)
Запорі́зьке — село в Україні, у Славгородській селищній територіальній громаді Синельниківського району Дніпропетровської області. Населення за переписом 2001 року становить 184 особи. До 2017 року орган місцевого самоврядування — Гірківська сільська рада.

## Географія
Село Запорізьке розташоване за 67 км від обласного центру та 15 км від районного центру, на лівому березі річки Нижня Терса, вище за течією на відстані 2 км розташоване село Третяківка, нижче за течією на відстані 4 км — село Новоолександрівка, на протилежному березі — село Гірки. Поруч пролягає залізнична лінія Синельникове I — Запоріжжя I, на якій розташований пасажирський однойменний зупинний пункт, найближча залізнична станція — Івківка (за 4 км).

## Історія
7 (20) листопада 1917 року, відповідно до Третього Універсалу Української Центральної Ради, увійшло до складу Української Народної Республіки.
12 травня 2017 року, в ході децентралізації, Гірківська сільська рада об'єднана з Славгородською селищною громадою Синельниківського району.
12 червня 2020 року, відповідно до розпорядження Кабінету Міністрів України № 709-р від «Про визначення адміністративних центрів та затвердження територій територіальних громад Дніпропетровської області», увійшло до складу Славгородської селищної громади.
19 липня 2020 року, в результаті адміністративно-територіальної реформи та ліквідації   Синельниківського (1923—2020)району, село увійшло до складу новоутвореного Синельниківського району.

## Населення

### Мова
Розподіл населення за рідною мовою за даними перепису 2001 року:
| Мова       | Кількість | Відсоток |
| ---------- | --------- | -------- |
| українська | 162       | 88.04%   |
| російська  | 21        | 11.42%   |
| білоруська | 1         | 0.54%    |
| Усього     | 184       | 100%     |